# Herbert Koch
Pour les articles homonymes, voir Koch.
Herbert Guido Koch est un archéologue allemand né le 1er juillet 1880 à Reichenbach et décédé le 25 septembre 1962 à Hambourg. 

## Publications
- Dachterrakotten aus Campanien mit Ausschluss von Pompei. Reimer, Berlin 1912 (Habilitationsschrift).
- Römische Kunst. Ferdinand Hirt, Breslau 1925 (Jedermanns Bücherei). 2., erweiterte Auflage: Böhlau, Weimar 1949.
- Nachruf auf Franz Studniczka. In: Sitzungsberichte der Philologisch-Historischen Klasse an der Sächsischen Akademie der Wissenschaften zu Leipzig. Bd. 82 (1930), H. 2, S. 1–20.
- Die klassische Kunst der Griechen: aus der Einleitung zu einem unveröffentlichten Buche (= Hallische Monographien. Nr. 2). Niemeyer, Halle (Saale) 1948.
- Winckelmann und Goethe in Rom (= Die Gestalt. Bd. 20). Neomarius, Tübingen 1950.
- Der griechisch-dorische Tempel (= Deutsche Beitraege zur Altertumswissenschaft. Bd. 1). Metzler, Stuttgart 1951.
- Vom Nachleben des Vitruv. Verlag für Kunst und Wissenschaft, Baden-Baden 1951.
- Studien zum Theseustempel in Athen (= Abhandlungen der Sächsischen Akademie der Wissenschaften zu Leipzig. Philologisch-historische Klasse, Bd. 47/2). Akademie-Verlag, Berlin 1955.
- Von ionischer Baukunst (= Die Gestalt. Bd. 26). Böhlau, Köln/Graz 1956.